# Lycaenopsis musinoides
Lycaenopsis musinoides är en fjärilsart som beskrevs av Swinhoe 1910. Lycaenopsis musinoides ingår i släktet Lycaenopsis och familjen juvelvingar. Inga underarter finns listade i Catalogue of Life.